# Akkordzither

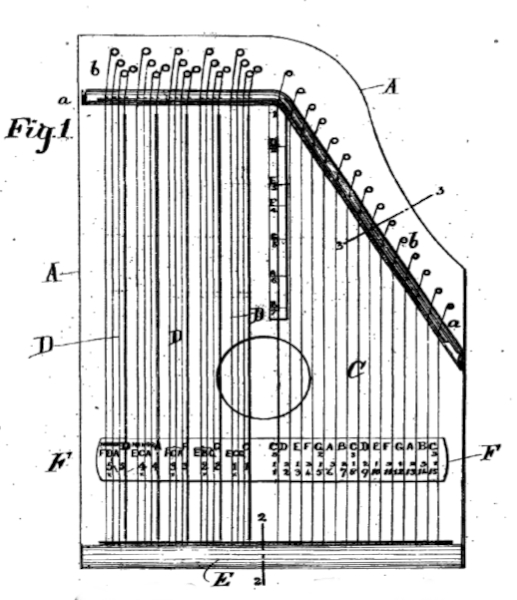
Einfacher Saitenplan einer Akkordzither, britisches Patent 14,459 von 1897

Eine Akkordzither (Gitarrenzither, Gitarr-Zither, Mandolinen-Zither oder Zitherharfe) ist eine griffbrettlose Kastenzither. Ein bestimmter Typ griffbrettloser Zithern wurde ab 1880 vor allem in Deutschland und in den USA populär. Sie sind ein relativ einfach und ohne Notenkenntnis zu spielendes Volksinstrument und eine Alternative zum fortlaufend professionalisierten Spiel auf der Konzertzither mit Griffbrett. Die Blütezeit der Akkordzither reichte ungefähr von 1880 bis 1945.

## Herkunft
Die griffbrettlosen Kastenzithern des 19. Jahrhunderts haben einen Vorläufer im mittelalterlichen Psalterium, während die Konzertzithern mit Griffbrett sich vom früheren Scheitholt herleiten lassen. Die Einführung solcher einfach spielbaren Zithern hängt mit den Demokratisierungsbestrebungen Ende des 19. Jahrhunderts zusammen und sollte das Musizieren auch Kleinbürgern und Arbeitern ermöglichen. Die für die unterschiedlichen Modelle gewählten Namenszusätze „Gitarre“ und „Harfe“ haben nichts mit dem Instrumententyp zu tun, sondern sollten lediglich eine werbewirksame klangliche Assoziation hervorrufen.
Nach der Anordnung der Saiten lassen sich drei Typen von Akkordzithern unterscheiden:
1. solche mit ganz oder teilweise chromatischen, vom tiefsten zum höchsten Ton angeordneten Saiten. Diese Autoharp genannten Instrumente besitzen einen Mechanismus um für den gewünschten Akkord nicht benötigte Saiten zu dämpfen
2. ausschließlich in Akkorden angeordnete Saiten, die nur für die akkordische Liedbegleitung geeignet sind. Diese werden AEOL Harfe genannt, nicht zu verwechseln mit der Äolsharfe aus der griechischen Mythologie.[3] und
3. die Kombination beider Typen mit einem Teil zu Akkorden zusammengestellten Saiten und einem Teil Melodiesaiten.[4]

Die für das einfache Abspielen erforderlichen Unterlegnoten erfand 1891 Theodor Meinhold aus Klingenthal. 1894 wurde dem Berliner Friedrich Menzenhauer (1858–1937) eine „Guitar-Zither“ in der USA patentiert, die unter anderem von der Firma Oscar Schmidt (Firma „Menzenhauer & Schmidt“) in Berlin, und New Jersey (USA) hergestellt wurden. Metzenhauer war Amerikaner und Patentinhaber, Schmidt der Hersteller. Die industriell gefertigten Zithern wurden weltweit sehr erfolgreich vertrieben. Allein die Firma Menzenhauer & Schmidt verkaufte innerhalb von zwei Jahren 500.000 Akkordzithern.

## Aussehen und Funktion

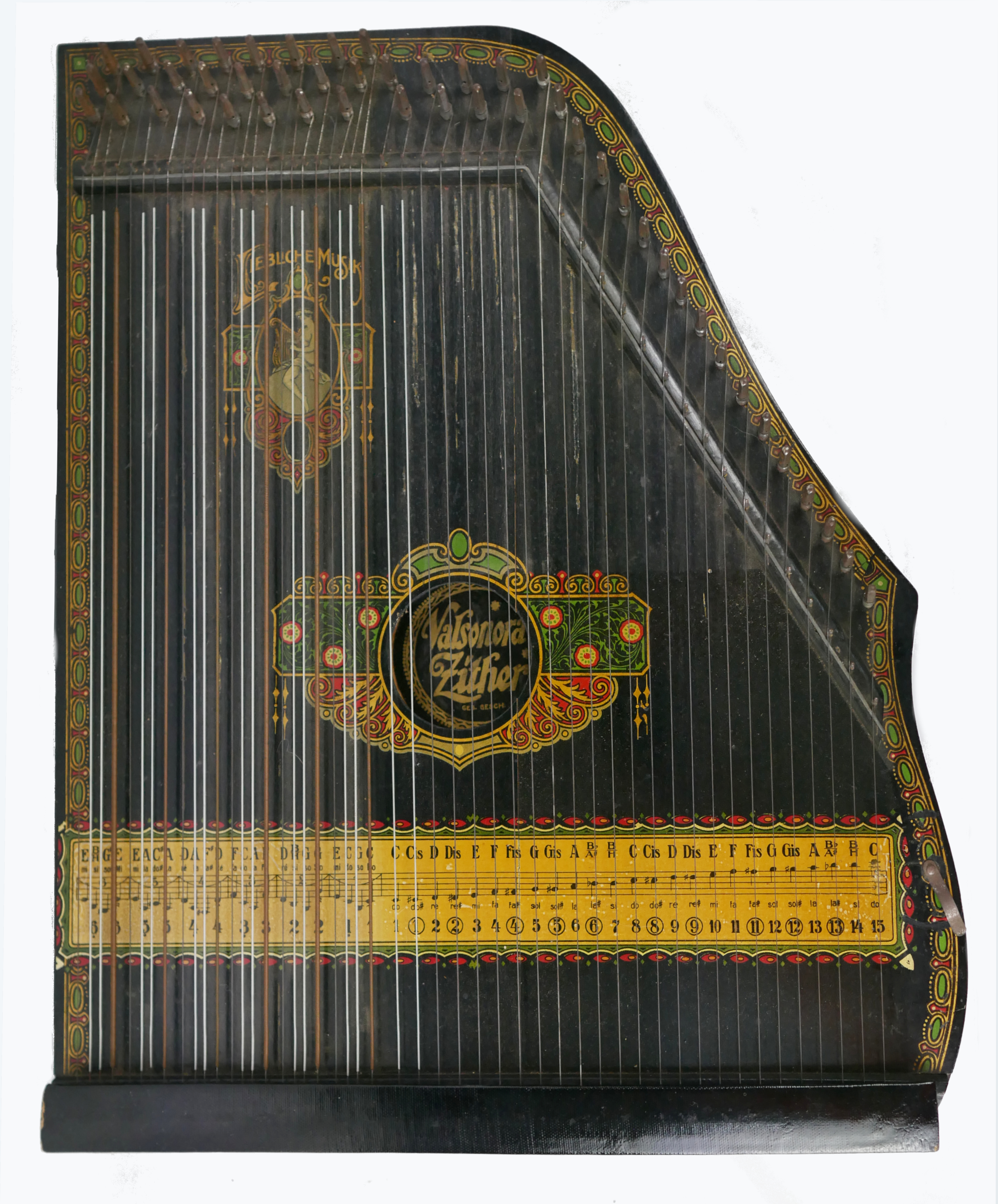
Valsonara Akkordzither mit je 4 Saiten pro Begleitakkord und einsaitigem Diskant

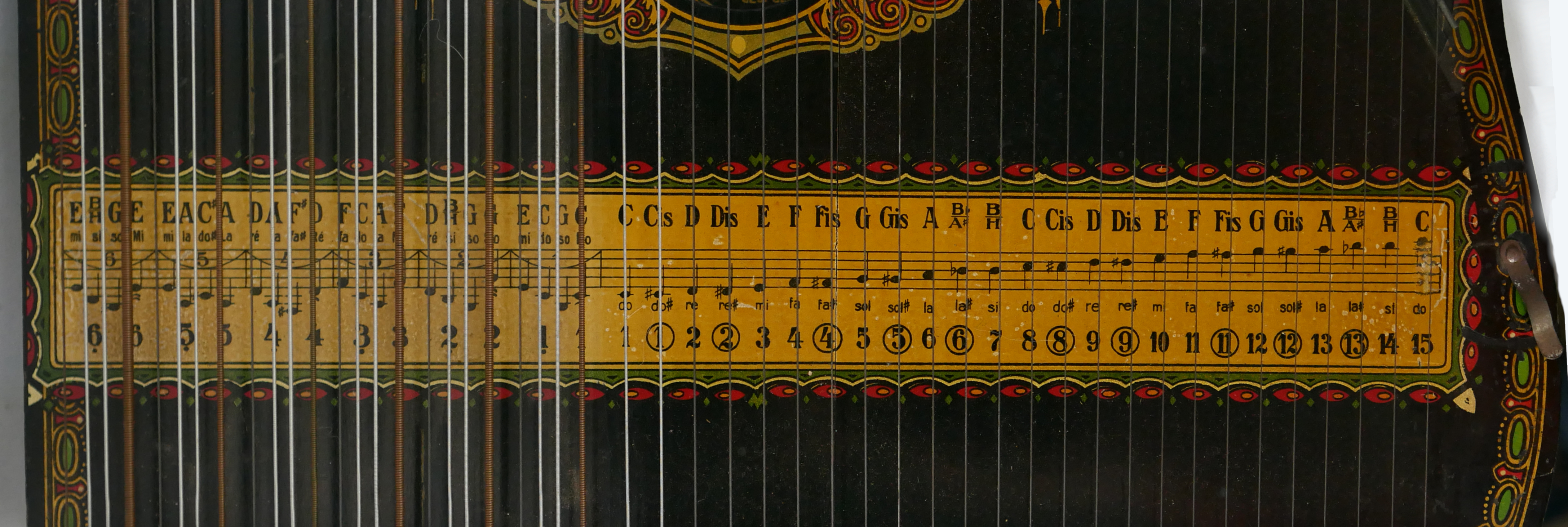
Goldener Papierstreifen mit den Tonhöhen der Saiten

Die Instrumente sind typischerweise schwarz lackiert, sie besitzen oft kunstvolle Ornamente und/oder den Schriftzug des Herstellers. Auf dem auf dem Boden unter dem Schallloch findet sich zumeist ein Hinweis auf den Hersteller. Zum Spiel der Melodie mit der rechten Hand besitzen sie auf der rechten Seite einfache oder doppelchörige Saiten, mit i. d. R. einer chromatischen Tonleiter von c′ bis c‴. Daneben gibt es Instrumente mit einzelnen fehlenden Halbtönen oder einer diatonischen Tonleiter (s. Abbildung des Plans rechts oben).
Links der Melodiesaiten befinden sich zur Begleitung der Melodie mit der linken Hand 2 bis 20, zumeist 5 oder 6 Saitenbündeln mit je 4 oder 7 Saiten zum Spielen der Begleitakkorde. Jeder Akkord besitzt 3 oder 6 Saiten, deren Ton von links nach rechts tiefer wird und ganz rechts eine Basssaite, die meist einzeln gespielt wird. Auf einem weißen oder goldenen auf dem Resonanzboden angeklebtem Papierstreifen sind in schwarzer Schrift die Akkorde mit Ziffern (absteigende von 6 bis 1) oder mit dem Buchstaben für den Akkord bezeichnet. Dadurch kann eine einzelne Person gleichzeitig die Melodie und die Akkordbegleitung spielen. Auf dem Papierstreifen sind die einzelnen Noten mit den in Deutschland und/oder international üblichen Buchstaben und in Notenschrift bezeichnet. Bei den Saiten für die Melodie sind die Bezeichnungen ähnlich. Ganz unten steht ein Nummerncode: diatonisch von 1 bis 15. Halbtöne verwenden den Code des darunterliegenden Ganztons und sind eingekreist oder anderweitig gekennzeichnet.
Tonhöhen der Akkordsaiten (Akkorde und Saiten von links nach rechts) für Instrumente mit 4 Basssaiten je Akkord:
Akkorde von 6 bis 1:
- e″ h′ gis′ E
- e″ a′ cis′ A
- d″ a′ fis′ D
- f″ c″ a F
- d″ h′ f G
- e′ c′ g c

Tonhöhen der Akkordsaiten (Akkorde und Saiten von links nach rechts) für Instrumente mit 7 Basssaiten je Akkord:
Akkorde von 6 bis 1:
- e″ h′ g′ e′ h fis E
- e″ cis′ a′ e′ a cis A
- d″ a′ fis′ d′ a fis D
- f″ c″ a′ f′ c′ a F
- d″ hb′ g′ d′ hb g G
- e″ c″ g′ e′ c′ g C

## Patente
In der Datenbank (depatisnet.dpma.de) des Deutschen Patent- und Markenamts finden sich unter dem Suchbegriff „Akkordzither“ elf Patente (davon zweimal zwei identische) und sechs Patente unter dem Suchbegriff „guitar zither“. Von letzteren ist eines in Chinesisch, zwei sind nicht oder nur am Rande für Akkordzithern relevant. Bleiben die deutschsprachigen Patente und die drei von 1894 bis 1903 eingereichten Patente aus den USA und dem UK. 1931 ließ der Kölner Instrumentenbauer Karl Opitz seine Operia Konzertharfe als Gebrauchsmuster eintragen, eine Akkordzither mit 92 Akkord- und Melodiesaiten und harfen- bzw. lyraförmigem Umriss. All diese Patente betreffen kleine Verbesserungen wie eine Saite mit Bünden, die beim Stimmen hilft, eine Art Kapodaster zur Verkürzung der Saiten, andere Saitenanordnungen, Dämpfungseinrichtungen, Innenbeleuchtung des Instruments etc. Gemeinmsam ist diesen, dass sie sich in der Breite nicht durchgesetzt und für eine mögliche Weiterentwicklung des Instruments so gut wie keine Rolle gespielt haben. Die meisten Patente stammen aus der Zeit um 1900. Dennoch ist es schon fast erstaunlich, dass einige Patente im 21. Jahrhundert angemeldet wurden.

## Notation der Musik für Akkordzither

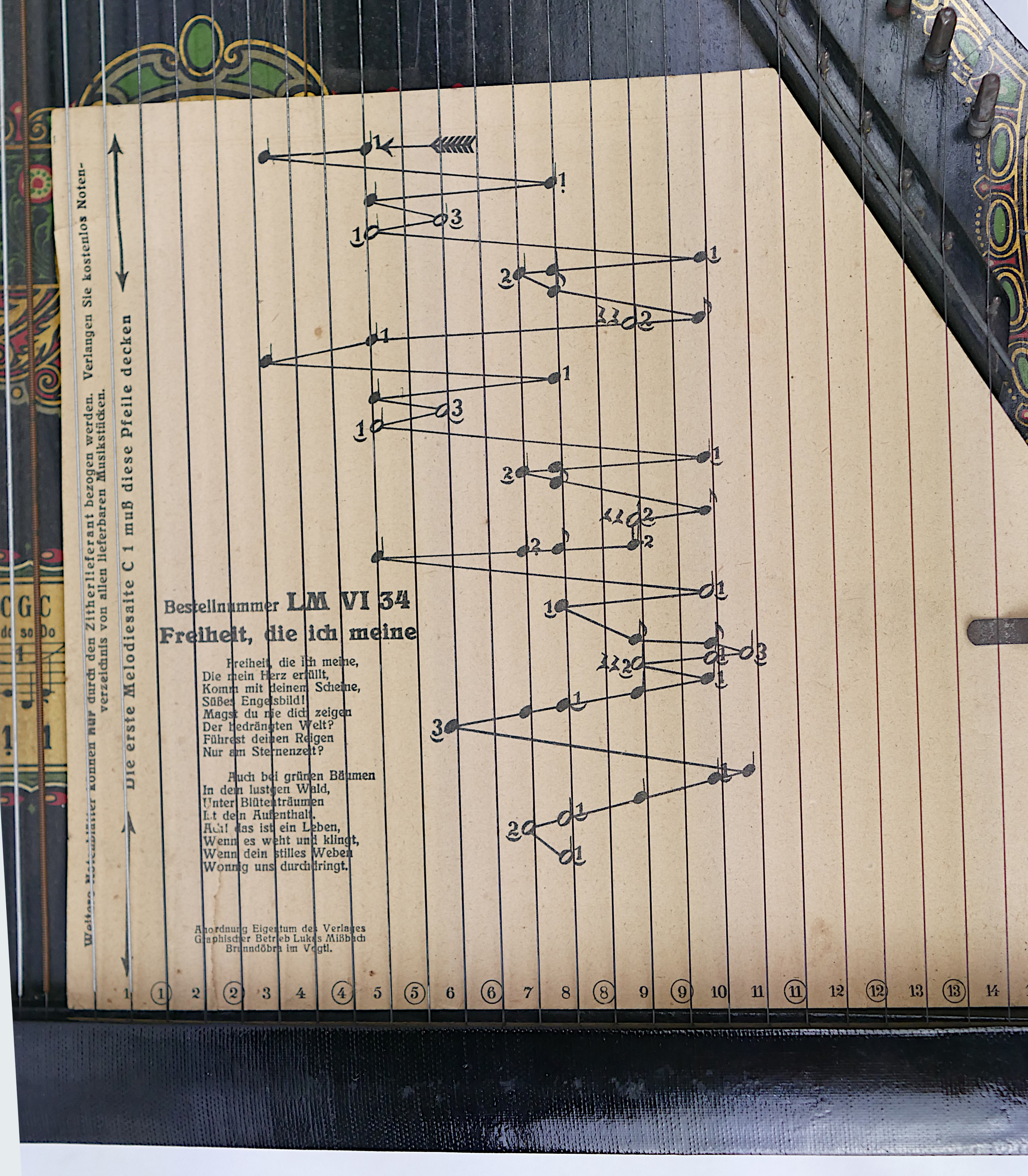
In eine Zither eingelegtes historisches Notenblatt

Die Notation ist nicht in „normaler“ Notenschrift, sondern in einer speziellen Tabulatur ausgeführt. Zum Spielen wird das Notenblatt unter die Melodiesaiten geschoben, der dickere Strich liegt unter der C-Saite, auf dem vorgezeichneten Weg (Zickzacklinien) werden die Melodietöne mit dem Daumen der rechten Hand gezupft, zudem wird ein Zitherring verwendet. Der Verlauf der Melodie ist von oben nach unten. Lange Noten sind ein Kreis mit Loch, mittellange ein ausgefüllter Kreis und kurze ein kleiner Kreis. Die dazu passenden Akkorde für die linke Hand sind oft aber nicht immer links neben der Melodie mit dem entsprechenden Zahlencode notiert. Eine Zahl ohne Punkt bedeutet, dass die Basssaite des Akkords gespielt wird, ist ein Punkt daneben so wird der restliche Akkord gespielt. Ein Beispiel für das Spiel mit den Fingernägeln auf der Akkordzither mit Hilfe der o. g. Tabulatur: Die Notation ist nicht restlos genormt, sodass von diesem System – insbesondere bei der Notation der Begleitakkorde – Abweichungen existieren. Alternativ kann die Akkordzither auch mit Zitherring und Plektrum gespielt werden.

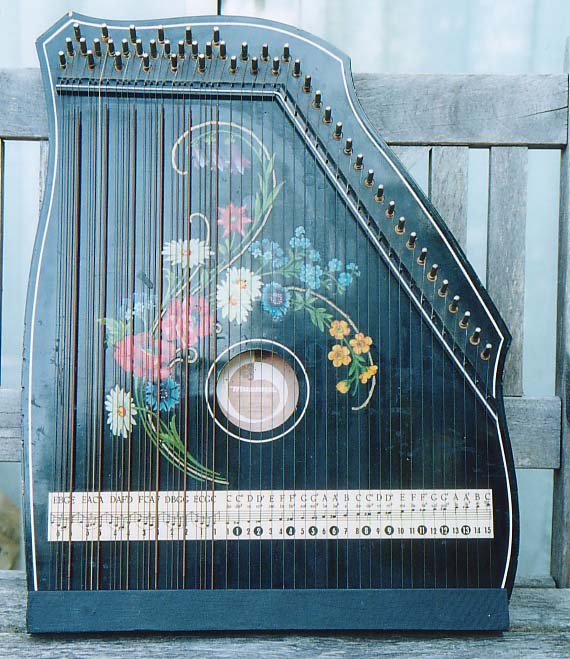
Musima Akkordzither mit 21 Melodie- und 24 Akkordsaiten
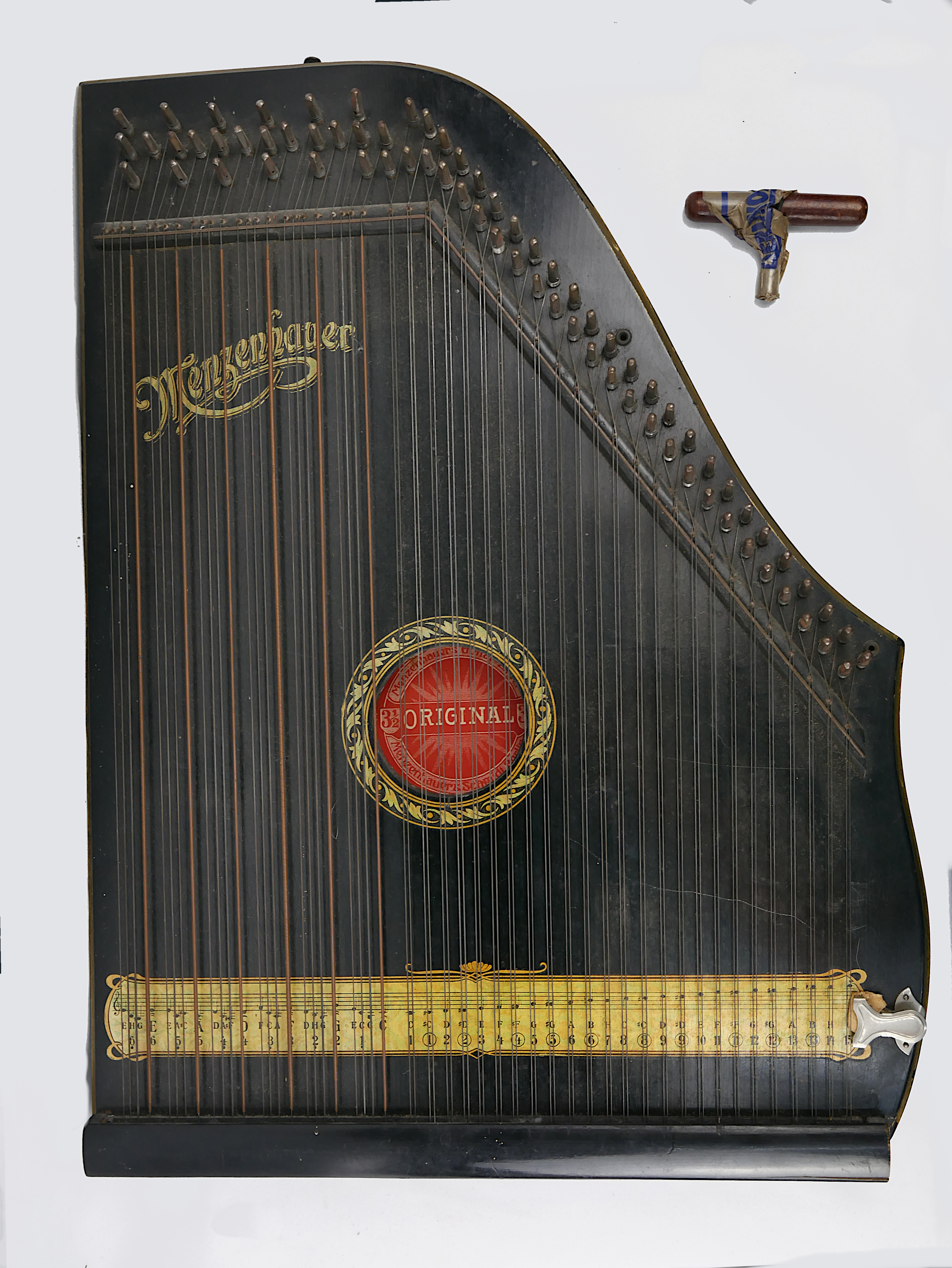
Akkordzither Menzenhauer & Schmidt Berlin mit Stimmschlüssel
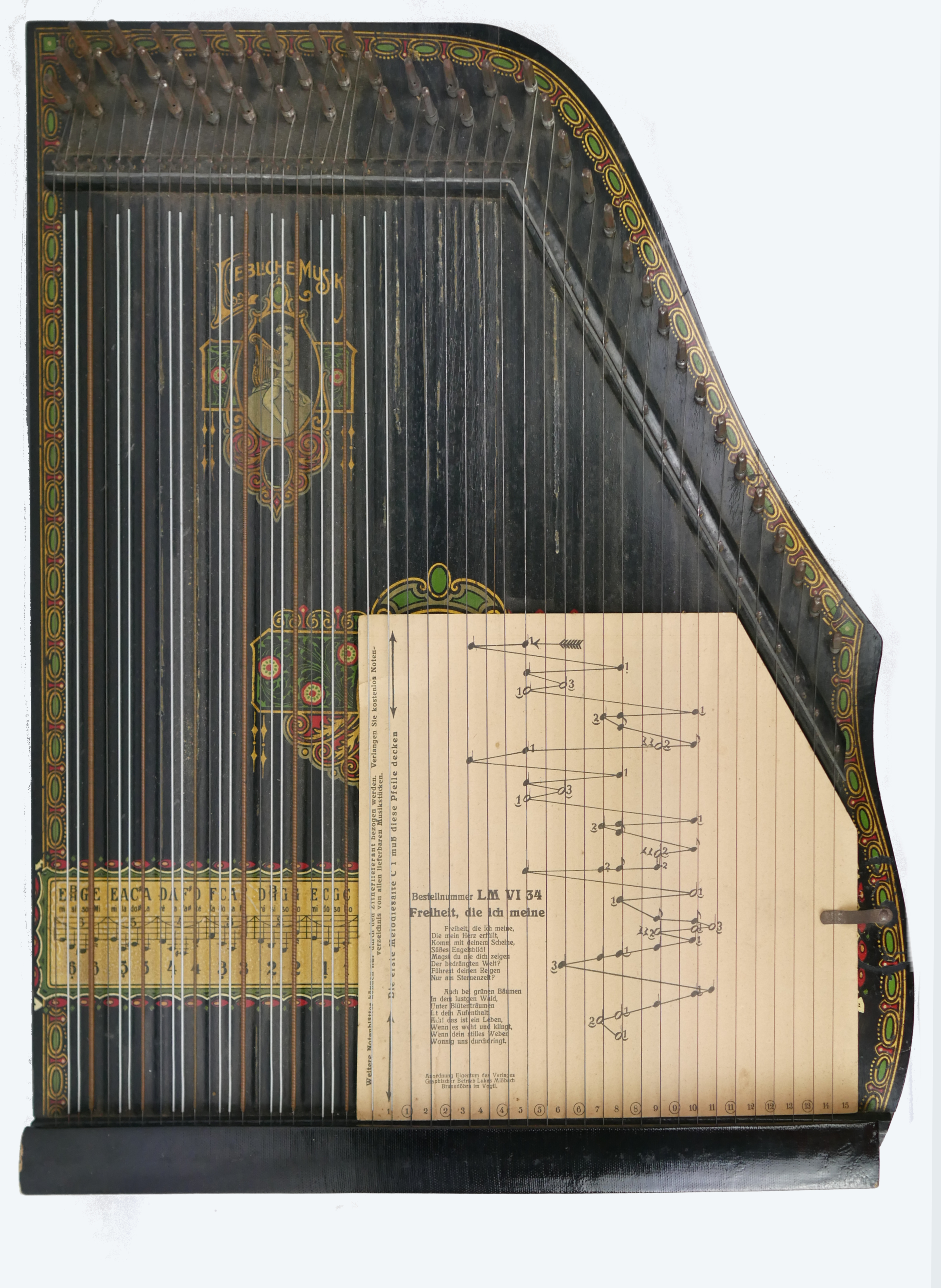
Akkordzither Menzenhauer mit Notenblatt
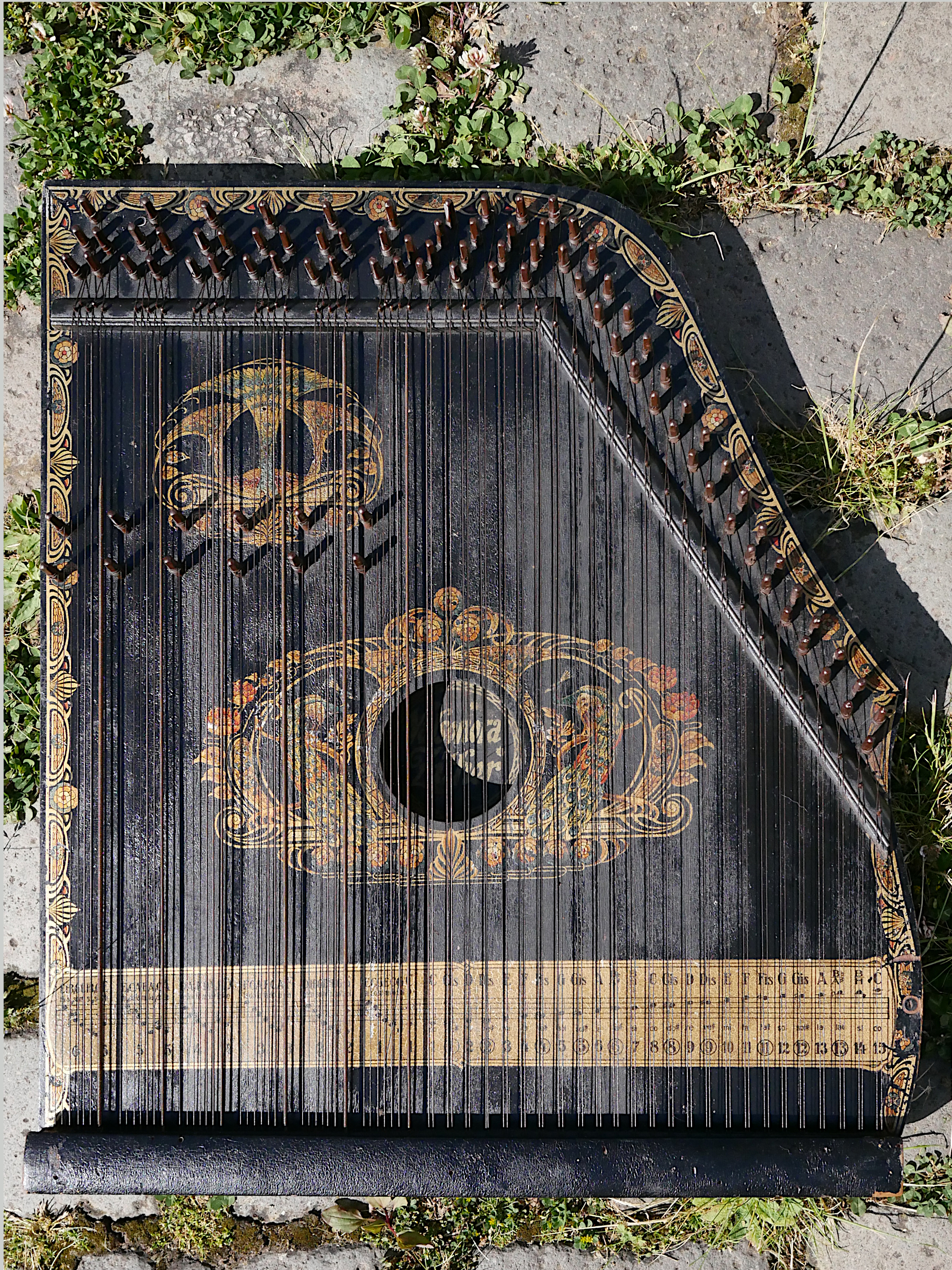
Zither mit 7 Saiten pro Akkord und doppelchörigem Diskant
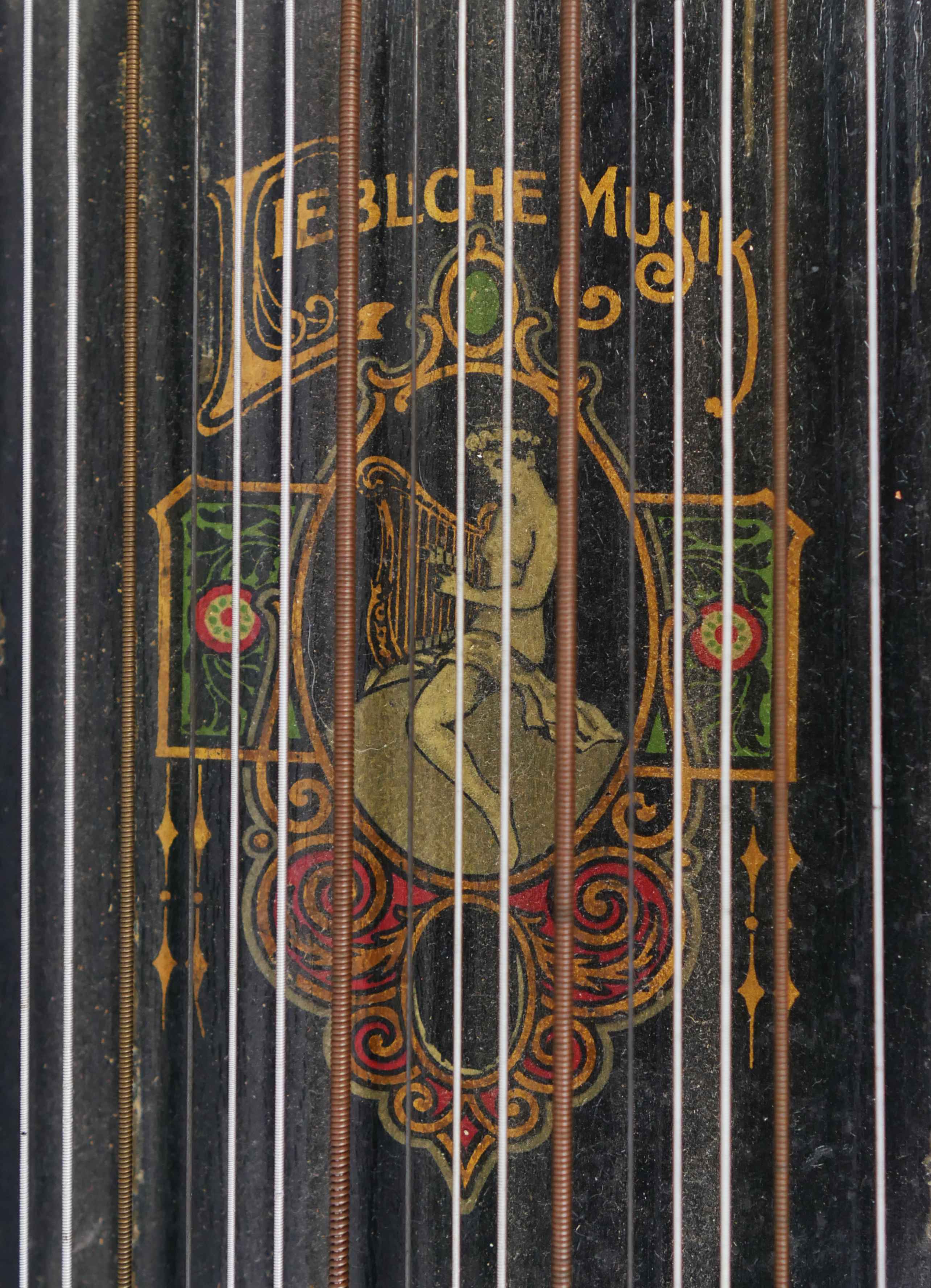
Jugendstil-Dekoration

## Entwicklung des Spiels auf der Akkordzither
Das Spiel auf der Akkordzither entwickelte sich schnell am Ende des 19. Jahrhunderts, auch durch Gründung von Zithervereinen und -verbänden. Nach dem Ersten Weltkrieg begann langsam mit dem Niedergang des Zithernspiels auch der Niedergang des Spiels auf der Akkordzither der sich nach dem Zweiten Weltkrieg beschleunigte. Heute spielen nur noch wenige Menschen dieses Instrument. Zither-Studiengänge an Hochschulen und Berufsakademien gibt es in Bayern, Österreich und Südtirol, diese beziehen sich aber alle auf die Konzertzither was auch nicht verwundert, da Akkordzithern stets ein Laieninstrument waren. Andererseits gibt es noch oder wieder eine Szene die das Spiel auf diesem Instrument pflegt. In der Schweiz einen Instrumentenbauer der (auch) Akkordzithern baut. Auf Kleinanzeigenplattformen existiert ein großes Angebot an gebrauchten und auch historischen Zithern (Stand 2024). Auf Youtube gibt es Videos zum Stimmen und Lernen der Akkordzither und viele Videos, auf denen jemand dieses Instrument spielt. Musiknoten als Einlegeblätter für die Akkordzither bietet der Verlag Rohdemusik.de an.